# Carte de Fra Mauro

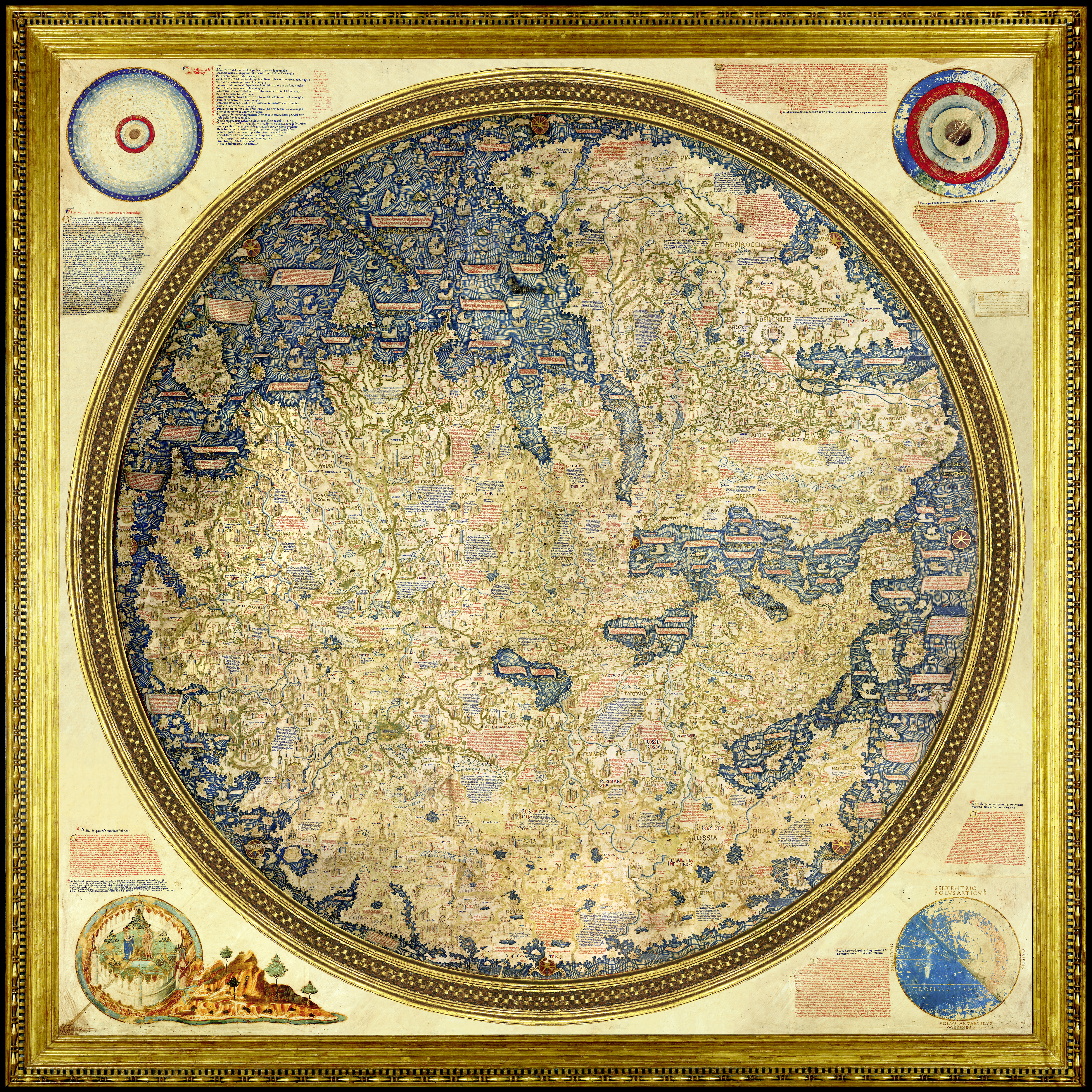
La carte de Fra Mauro (1459).

La carte de Fra Mauro ou planisphère de Fra Mauro est une carte réalisée sur un parchemin durant les années 1450 par Fra Mauro, un moine camaldule italien. La carte a été insérée dans un cadre en bois. La carte est circulaire, d'un diamètre de presque 2 m. Elle se lit à l'envers, le sud étant représenté en haut à cette époque.
L'original de la carte a été dessiné par Fra Mauro et son assistant Andrea Bianco, marin et cartographe, à la demande du roi Alphonse V de Portugal. Elle a été achevée le 24 avril 1459[réf. nécessaire] et envoyée au Portugal. Cet exemplaire n'est pas parvenu jusqu'à nous. Fra Mauro a commencé à en faire une copie pour la république de Venise, qui a été achevée après sa mort par Andrea Bianco.
On retrouve sur la carte plus de 3000 inscriptions dont 200 légendes développées et le tracé de plusieurs cours d'eau, lacs, montagnes, bateaux, épaves, villes, temples, frontières provinciales et routes. Elle est la conjonction de plusieurs connaissances et savoir-faire du XVe siècle. C'est également l'un des premiers documents européens à démontrer l'importance croissante de la navigation au-delà du commerce méditerranéen et occidental. Elle dessine également les voies commerciales et les différentes villes qui jalonnent les routes de la soie en s'appuyant sur des récits de voyageurs et de missionnaires de la Pax Mongolica.
La carte représente notamment l'océan Indien et la partie australe de l'Afrique, à une époque où aucun Européen ne s'y était encore aventuré. Ses commentaires détaillés en légende témoignent des connaissance à Venise des réseaux commerciaux acheminant les épices. Cinq routes principales de navigation au sein de l'océan indien sont décrites : depuis Zaïton (ville portuaire de Quanzhou) vers les côtes indiennes, persiques et arabiques, mentionnant les villes d'Ormuz et de La Mecque; ainsi que plusieurs routes caravanières rejoignant la mer Noire.
Les descriptions concernant l'Asie et l'océan Indien dérivent des récits de voyages effectués du XIIIe siècle au XVe siècle. Les représentations sur la carte ne constituent donc pas un état des lieux des voies effectives en 1450, mais l'ayant été les siècles précédents. Les sources sont chronologiquement entremêlées, mais trois d'entre elles se distinguent : Le Livre de Marco Polo, La Relatio d'Odoric de Pordenone et De l'Inde : les voyages en Asie de Niccolò de' Conti recueilli dans le De varietate fortunae de Poggio Bracciolini. Ces sources sont également à l'origine du découpage territorial proposé sur la carte qui reflète une réalité géographique de symbiose culturelle sino-mongole.
Un exemplaire de la carte est conservé à la Biblioteca Marciana de Venise (Italie). Les enluminures sont attribuées à Leonardo Bellini.